# Wandignies-Hamage
Wandignies-Hamage (Aussprache [wɑ̃diˈɲi aˈmaʒ]) ist eine französische Gemeinde mit 1310 Einwohnern (Stand: 1. Januar 2022) im Département Nord in der Region Hauts-de-France. Sie gehört zum Arrondissement Douai und ist Mitglied im Gemeindeverband Communauté d’agglomération Cœur d’Ostrevent. Die Einwohner werden Wandinamageois und Wandinamageoises genannt.

## Geographie
Die Gemeinde Wandignies-Hamage liegt im Regionalen Naturpark Scarpe-Schelde, etwa 17 Kilometer ostnordöstlich von Douai. Nördlich der Gemeinde fließt die kanalisierte Scarpe, im Süden durchquert die Grande Traitoire das Gemeindegebiet. Umgeben wird Wandignies-Hamage von den Nachbargemeinden Warlaing im Norden, Hasnon im Nordosten (Berührungspunkt), Hélesmes im Osten, Hornaing im Südosten, Erre im Süden, Fenain im Südwesten, Rieulay im Westen sowie Marchiennes im Nordwesten. Unmittelbar südlich von Wandignies-Hamage begann das ehemals große Nordfranzösische Kohlerevier. Die Gemeinde selbst hat keine Bergbautradition, Bergarbeiter aus Wandignies-Hamage arbeiteten aber auch auf der Zeche der Nachbargemeinde Hornaing.

## Bevölkerungsentwicklung
| Jahr                       | 1962 | 1968 | 1975 | 1982 | 1990 | 1999 | 2006 | 2013 | 2021 |
| Einwohner                  | 1055 | 1013 | 1016 | 1070 | 1114 | 1123 | 1187 | 1267 | 1318 |
| Quellen: Cassini und INSEE |      |      |      |      |      |      |      |      |      |

## Sehenswürdigkeiten
- Reste und Ausgrabungsstätte der alten Benediktinerabtei, gegründet und erbaut zwischen 625 und 639
- Kirche Saint-Vincent-de-Paul aus dem Jahre 1818

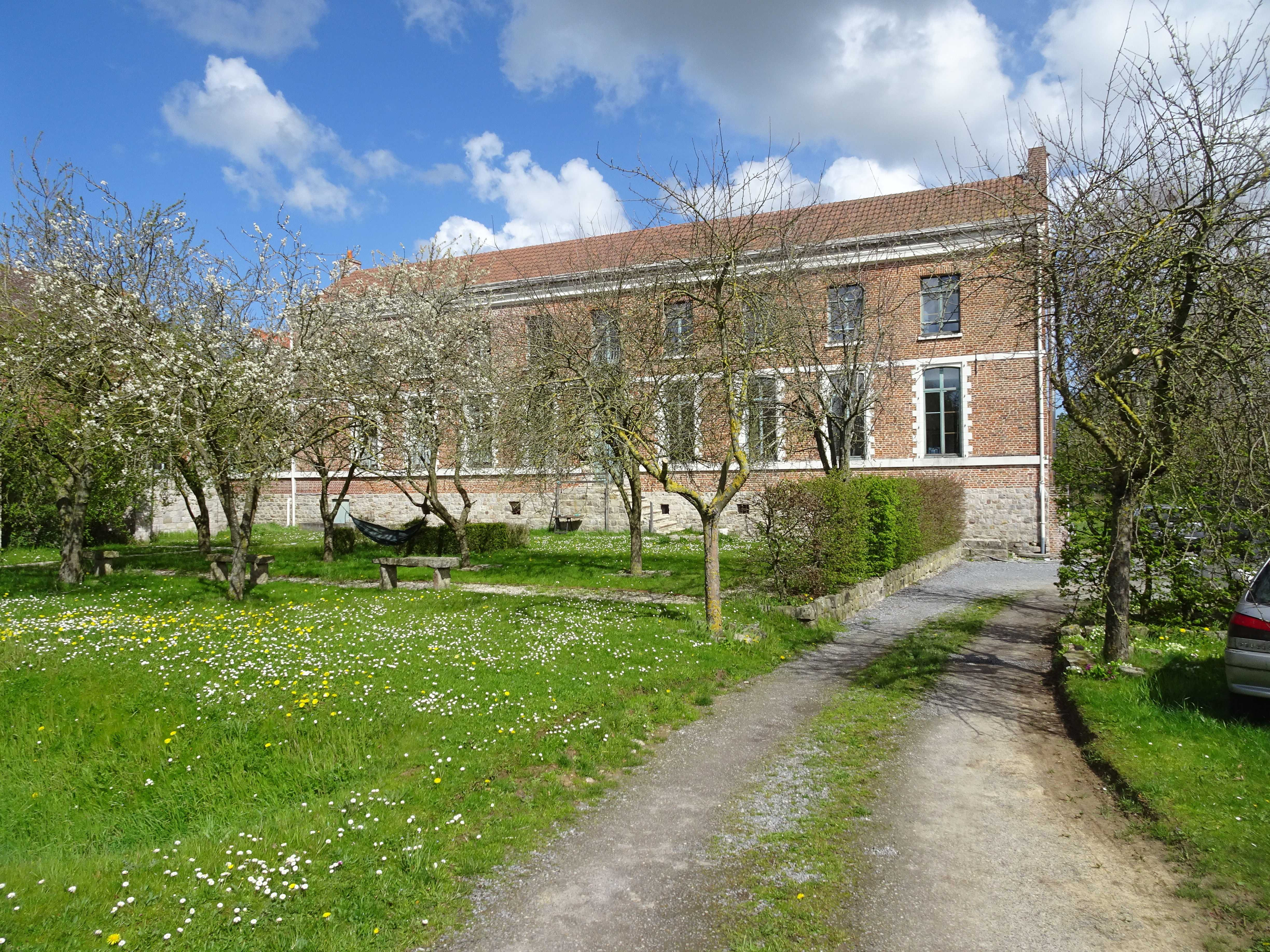
Reste der ehemaligen Benediktinerabtei
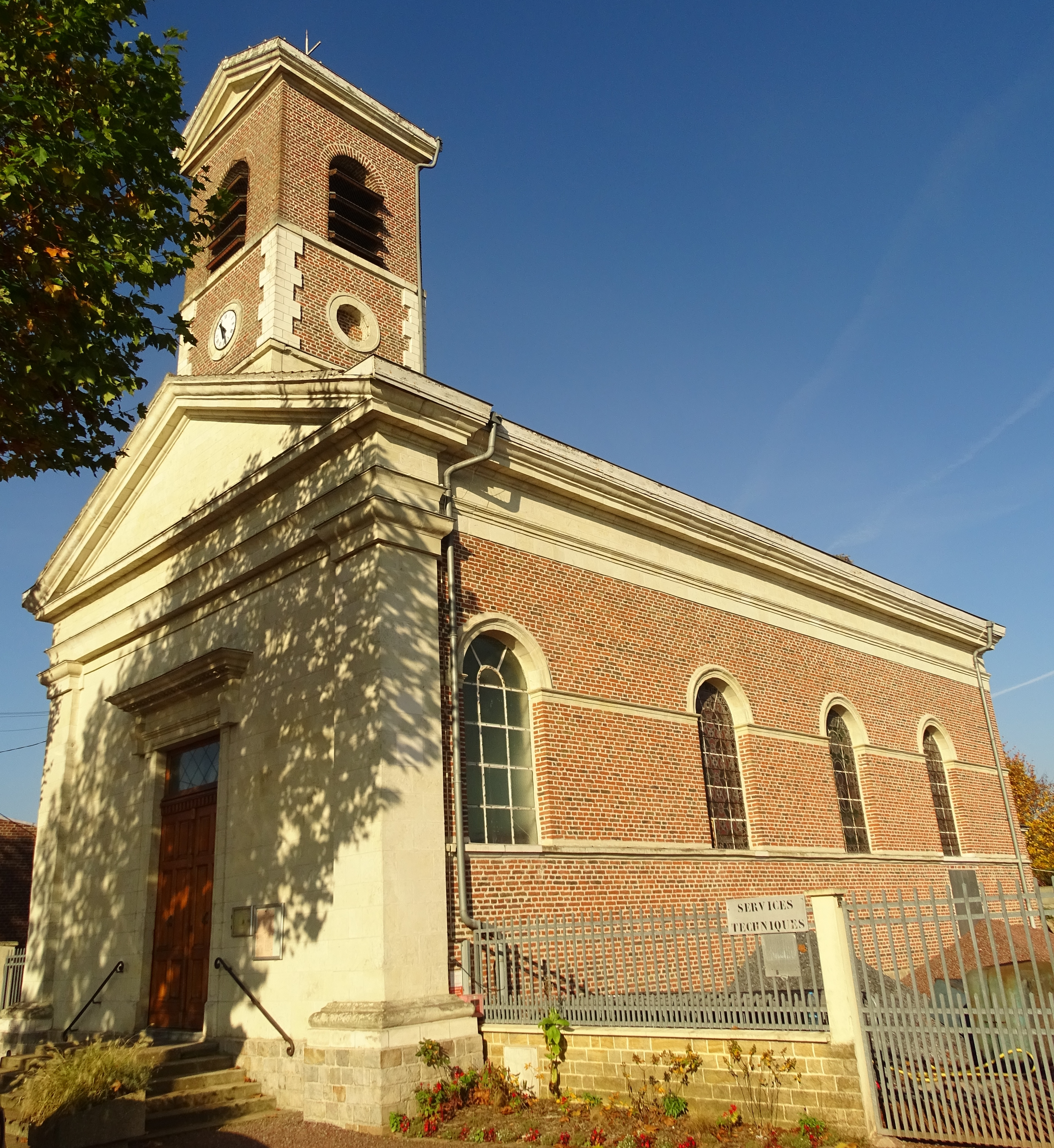
Kirche Saint-Vincent-de-Paul
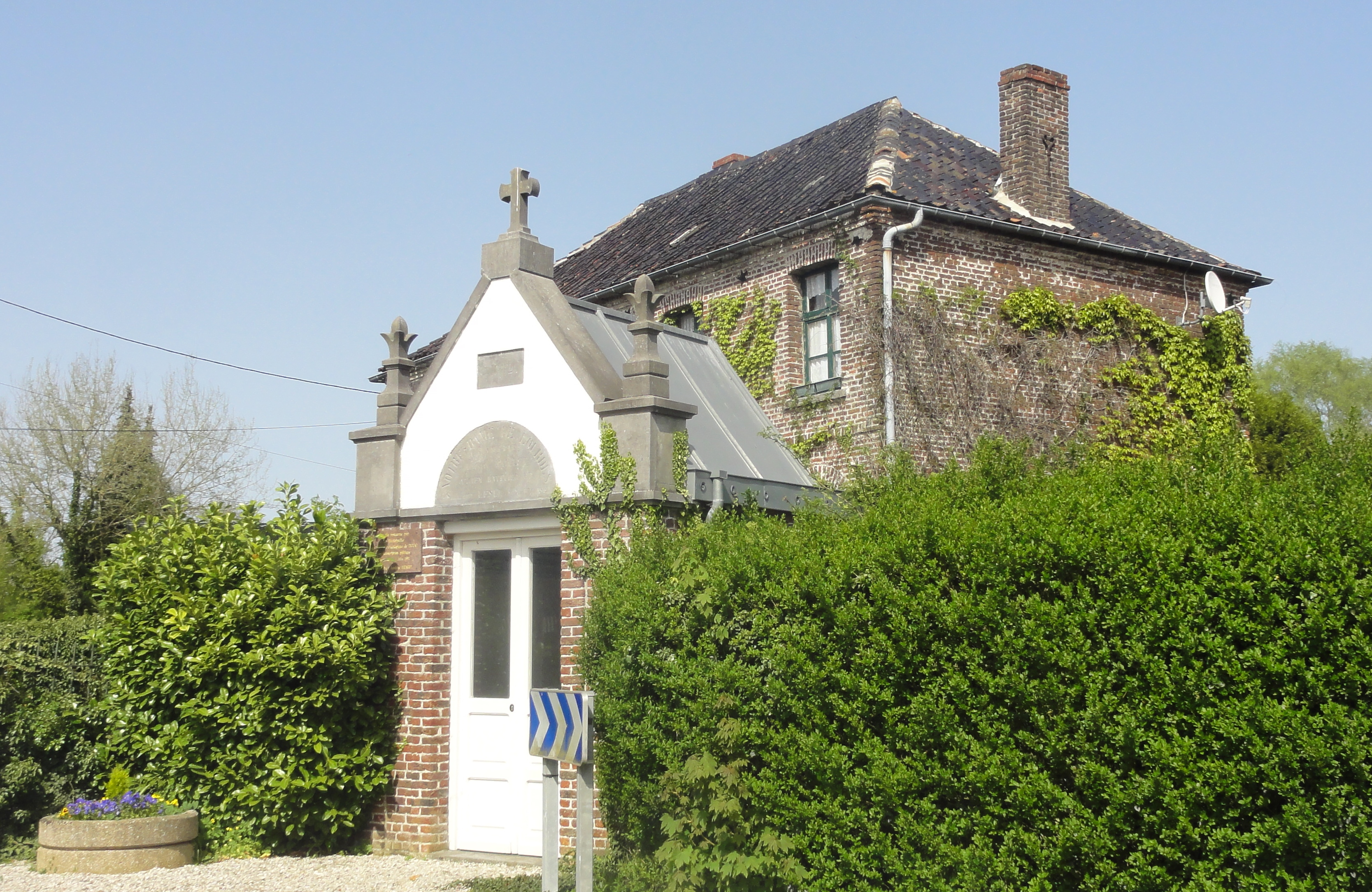
Kapelle Notre-Dame-de-Lourdes
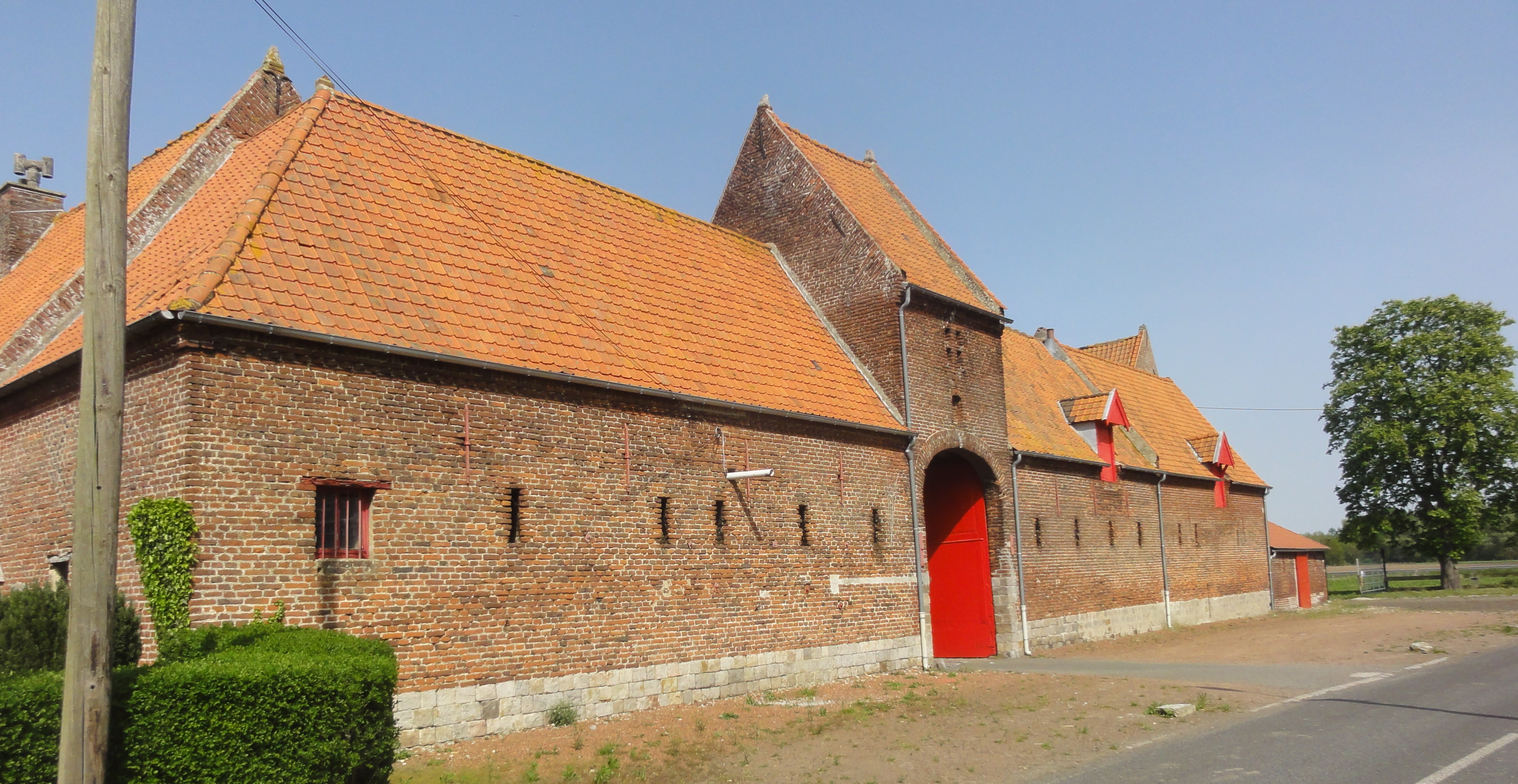
Bauernhof Hyverchies
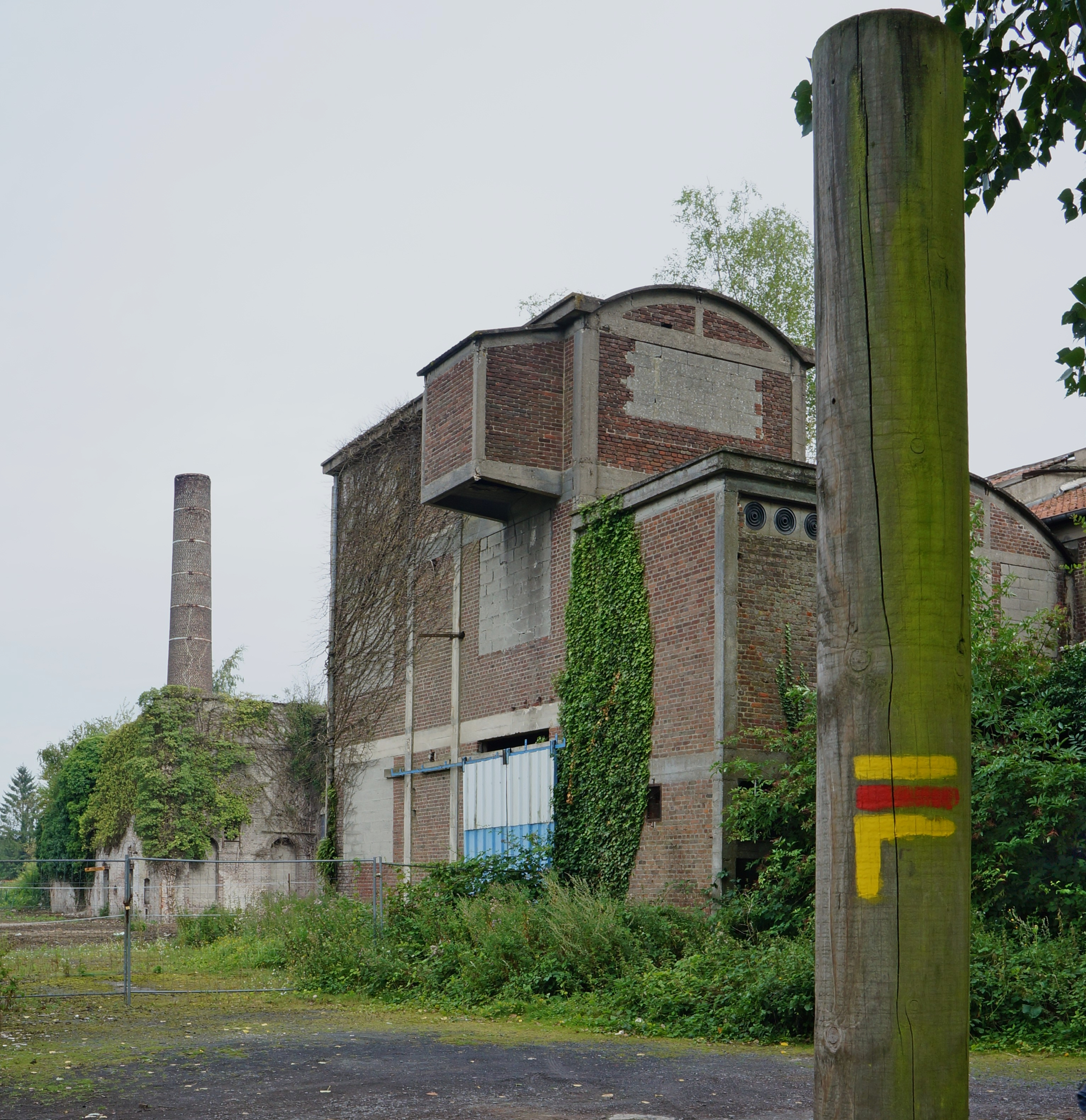
Ehemalige Steingutfabrik